# 白頭禿鷲
是鷹科白頭鷲屬下的中型禿鷲。牠們居住於非洲撒哈拉以南的熱帶地區各地，棲息在混合型的落葉林地、稀樹草原中。白頭鷲的羽毛顏色相間，呈白色的頭、黑色的身體、白色的腹部及腿。鳥喙呈橘色、眼周藍色，而面部則呈裸露的粉紅色皮膚。兩性異形，主要差別在翅膀內側的羽毛顏色不同。
牠們是舊大陸禿鷲的其中一員，但除了吃腐肉跟骨頭碎屑之外，牠們也會獵食活物，其較接近捕食性猛禽的視覺有助於其捕獵一些小型動物或搶奪其他鳥類的食物來吃。:129而白頭鷲之間有時也會有協同狩獵的行為。牠們的繁殖地點通常位於樹上高處，巢由樹枝、草及毛髮組成，每次產1顆卵，51—56天孵化，110—120天離巢，並在6—7年後性成熟。
然而白頭鷲面臨棲息地破壞、人為破壞和中毒的威脅，使其數量正不停地逐步下降，2016年的最新估計僅約5500隻。因此《國際自然保護聯盟瀕危物種紅色名錄》將其列為極危物種，急需保護。

## 物種發現與命名
白頭鷲第一個的確切的紀錄是在英國自然學家Burchell在他1824年所出版的遊記《南部非洲內陸之旅》（Travels in the interior of southern Africa）裡，描述了他1812年在南非北開普省馬特洛溫河（Matlowing River）的旅途上，隊伍中的一隻狗因意外死亡而引來烏鴉及禿鷹自附近過來取食，伯謝爾與他的夥伴隨即射殺了其中一隻禿鷹作為標本，並在書中描述及命名為Vultur occipitalis。1842年，勒內-普里梅韋勒·萊松將其獨立一屬Trigonoceps；1951年，英國鳥類學家查爾斯·馬修·牛頓·懷特認為其外觀相似而將其重新分類進禿鷲屬Aegypius內。自2003年起，白頭鷲又被移回萊松所建立的Trigonoceps內。但現今仍有時候會跟黑兀鷲、縐臉兀鷲一同被歸類進禿鷲屬內。
屬名Trigonoceps是拉丁文的合成詞，由具「三角形」含意的trigonum（源自古希臘語）及-ceps（源自caput，有「頭部」之意）組成，萊松用以描述其略呈三角形的頭骨。:390種小名occipitalis來自晚期拉丁語，是「頭後面的」的意思。:278
目前無亞種，是白頭鷲屬下唯一的單型種。有紀錄顯示從西部非洲到東南側高地，其體型呈漸大的連續性變化。

## 形態描述

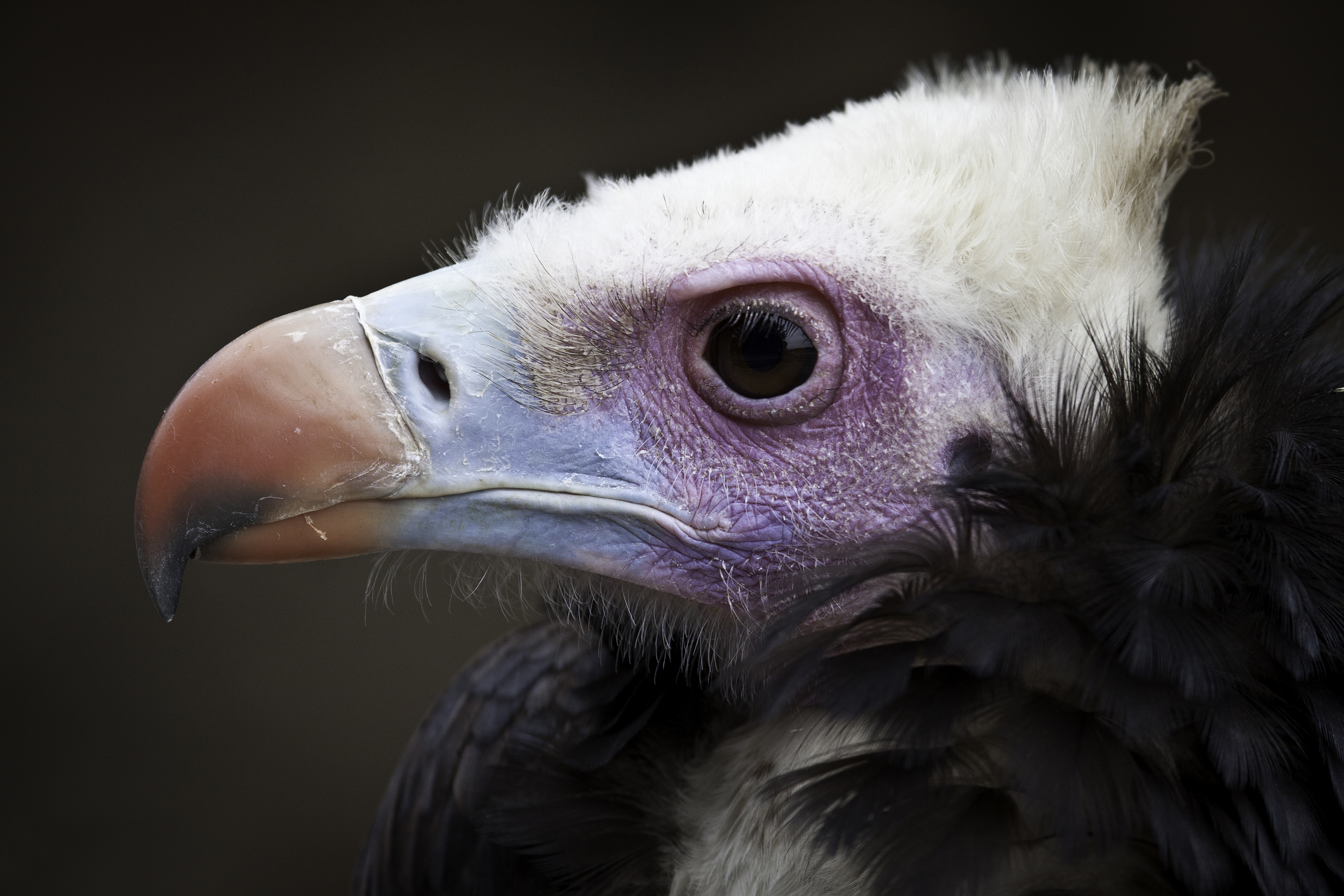
頭部特寫

體長72—85公分，體重3.3—5.3公斤（平均4.26公斤）；翼展207—230公分，翼長61—66公分；尾長26.5—29.5公分，跗骨長95—110公釐。鳥喙平均寬23.8公釐、深33.5公釐。屬中等體型的禿鷹。其壽命未知，但據2020年的一份研究預測其壽命約有24年左右。
成鳥頭部覆有白色的絨毛；喙呈紅色或橙紅色；眼睛虹膜黃色，周圍則是藍色；臉及喉部皮膚裸露且呈粉紅色，在興奮時會變紅。上半身主要為黑色，具有明顯的帶有淺黃色邊緣的中翼覆羽；嗉囊、下腹部和大腿部為白色，腳為亮粉紅色。這種顏色與較具攻擊性的縐臉兀鷲有幾分接近，可能因此有利於搶食。其翅膀長而寬闊，尾巴偏短而成楔形，但可能因磨損變成其他形狀。與其他禿鷹較為不同的是，牠們的視野寬度較寬而靠前，比兀鷲屬鳥類多了10度，而接近捕食性的猛禽。
雄雌異形，雌性體型大雄性2%、體重重17%，且雌性的二級飛羽內側呈白色，而雄性則為灰色。

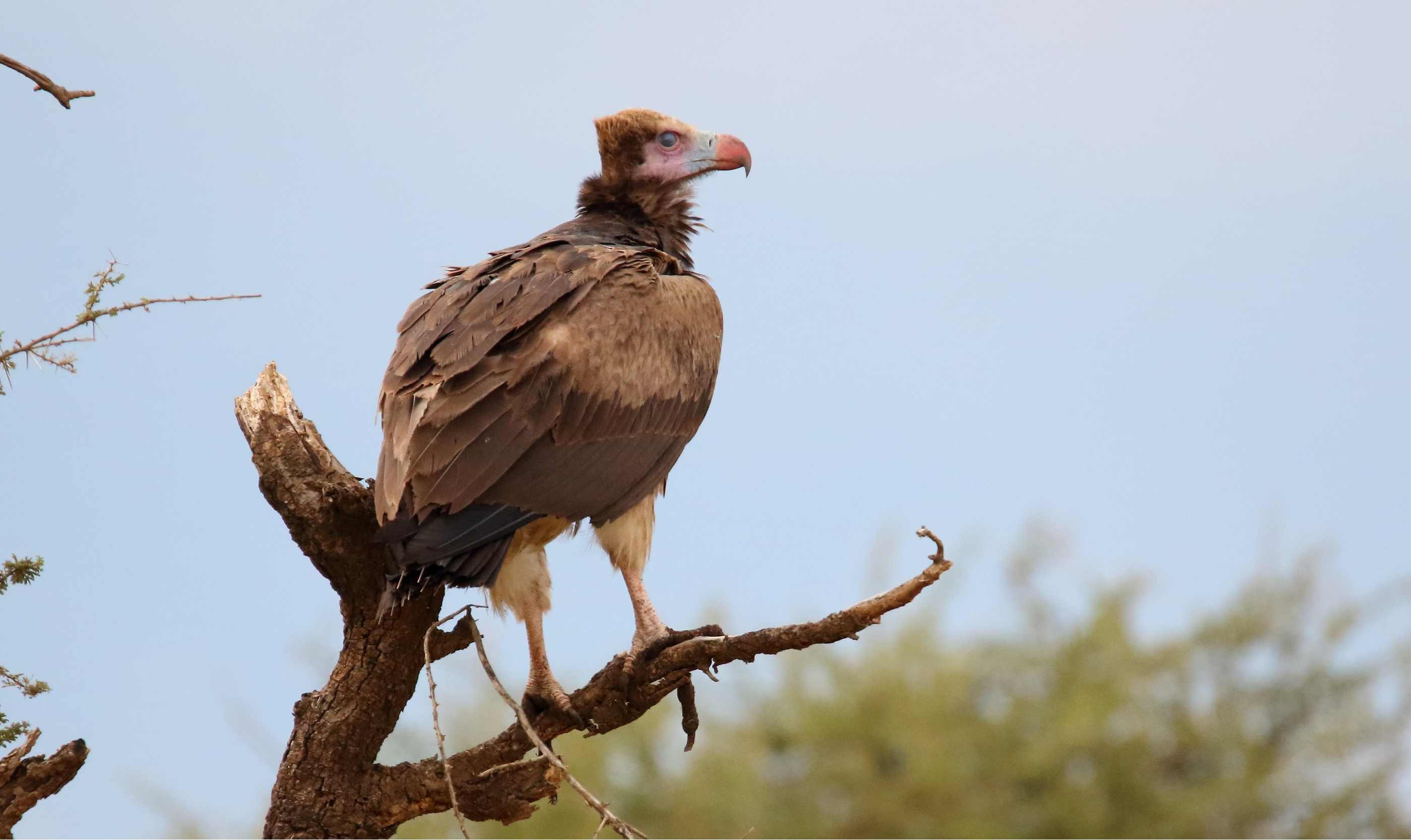
亞成鳥階段的白頭鷲

亞成鳥主要呈深棕色，眼睛黑褐色，翼上覆羽上有淡黃色鱗片狀斑紋，腳粉褐色，頭部的顏色會由剛出生時的白色逐漸轉為較成鳥黯淡的褐色。幼鳥在12—13個月開始逐步換羽成成鳥的羽毛，這過程會一直到六至七歲時性成熟為止。在飛行時從下方觀察可見尾部可能會有相當不明顯的白色邊線。
成鳥的明顯特徵不容易與其他物種搞混，但亞成鳥有可能會與縐臉兀鷲亞成鳥及西域兀鷲相似，但在飛行時觀察可見三者腿部顏色不同：縐臉兀鷲亞成鳥是全黑、西域兀鷲是深灰色、而白頭鷲亞成鳥是白色的。

## 分佈與棲息地
白頭鷲分佈於撒哈拉以南的分散區域，介於北緯17度至南緯29度的地帶，約2100萬平方公里的陸地上。包含塞內加爾、甘比亞、幾內亞比索、馬利南部、布吉納法索、象牙海岸、蘇丹南部、衣索比亞、索馬利亞西部、厄利垂亞、辛巴威、安哥拉南部、納米比亞北部、波札那、南非東部和史瓦帝尼。
牠們居於混合型的落葉林地、稀樹草原、荊棘灌木叢或有少量草原的環境中，並可能跟猴麵包樹的分佈有所相關。但覓食時可以到完全開闊的地區、亞沙漠地區或者有密集樹木的森林內找尋食物。自海平面到海拔4000公尺的高度都有機會可見牠們。

## 習性

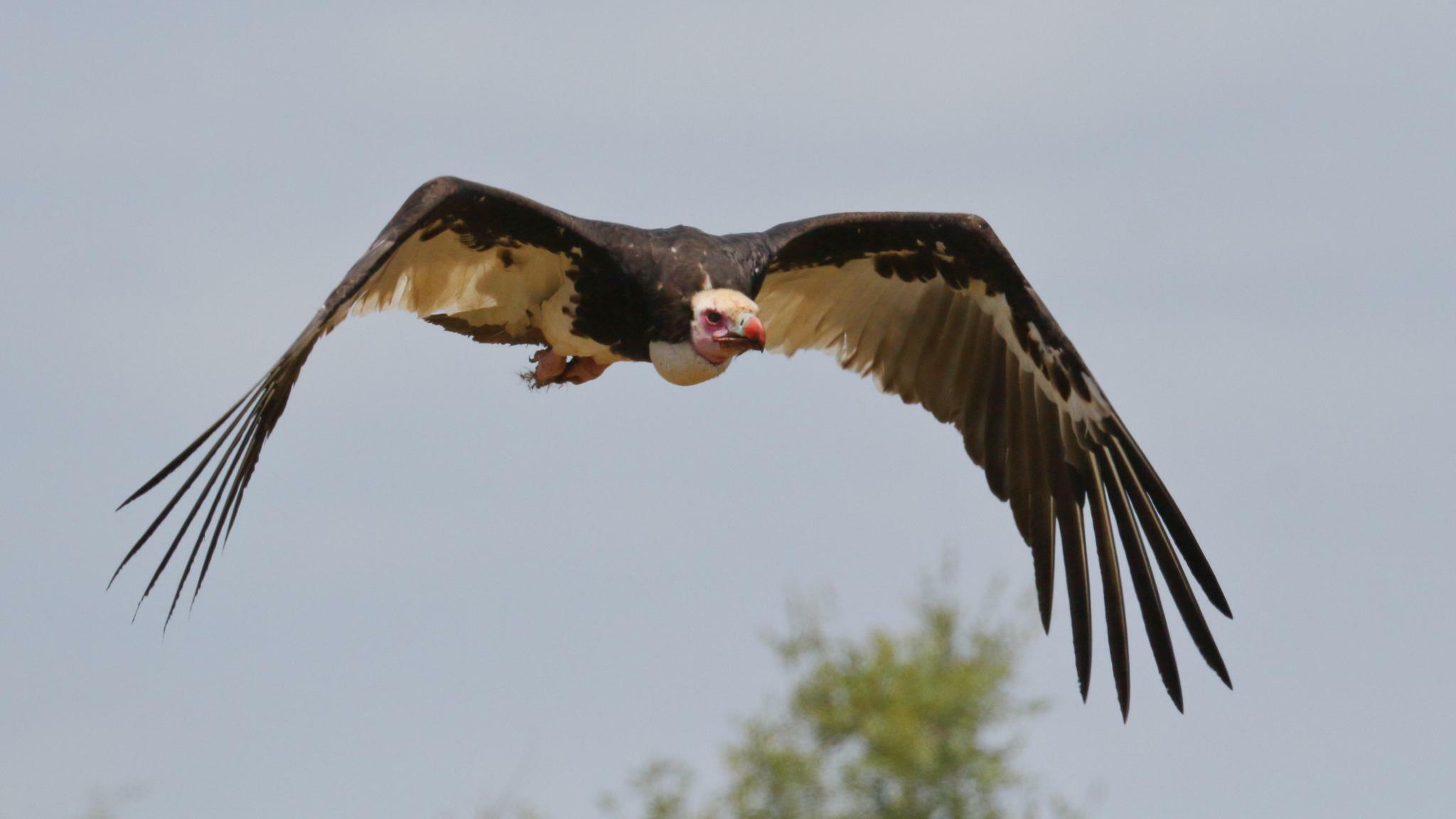
雌性白頭鷲正在飛行，注意其內側二級飛羽為白色

成鳥幾乎不太有遷徙行為，可能是非洲禿鷹內最為定居的鳥類。但亞成鳥個體會遷徙，並有追蹤到其移動了117公里遠的紀錄。在西部非洲或查德的白頭鷲亞成鳥有追著雨區移動的跡象。通常獨居，僅有時可見以一隻成鳥跟一隻亞成鳥一同行動。配對成功的白頭鷲會一起在繁殖區域上升和盤旋，並在產卵前在或靠近巢樹附近一起棲息。其在地面的走路姿勢特殊，曾被形容為「令人印象深刻的傲慢姿態」。

### 食性
白頭鷲主要是以動物屍體或骨頭碎片為食的腐食性，通常在群體的邊緣覓食。:129曾有紀錄的食物包括小岩羚、白頸鼬、野兔、陸龜、巨蜥、白蟻、蝗蟲、乾涸水池裡的魚或兩棲動物，也包含大紅鸛和小紅鸛的蛋、雛鳥或成鳥本身。牠們通常是最早抵達動物屍體附近的食腐動物之一，並先搶下一塊肉之後在一旁安靜覓食，否則會被其他更為大型的禿鷲驅趕。:129
牠們除了腐食，也會掠食或劫掠活體動物，並會協同狩獵。捕食的對象包含瘦貓鼬、珠雞、樹松鼠、小型哺乳動物、蜥蜴、巨蜥甚至是毒蛇。非洲禿鸛或是其他體型大如吼海鵰的猛禽都曾經被白頭鷲搶過食物。

### 繁殖
繁殖季依區域有所不同：在西非的是10—5月；在衣索比亞和索馬利亞是10—6月；在東非則整年都有可能，取決於當地雨季時間；南非約5—1月。較沒有明顯的空中展示行為，但有觀察到雄性會在雌性待在巢中時，飛高、向下俯衝、摺疊翅膀再飛高的行為，這種動作類似於同科真鵰屬鳥類的產卵前及求偶行為。鳥巢選定後具有一定的領域，兩個巢之間約會距離1公里遠。在南非的觀察中發現牠們會在巢穴上交配，每次發費約15—20秒，並會發出不尋常的叫聲，交配完後可能會雙雙飛離巢穴。
通常在距地面5—21公尺以上高處的金合歡樹、猴麵包樹或其他欖仁屬或南洋參屬平頂樹的樹冠或上層分岔處，以樹枝、草和毛髮為材料築大而扁平的巢，巢約80—170公分寬、20—60公分深。巢穴可能隔年會重覆利用。每次產下一顆白色卵，常帶有紅褐色和淡紫色的斑點，長86公釐、寬66公釐。若繁殖季早期時繁殖就失敗，則有機會再產第二顆卵。
卵由雙親共同孵化，約51—56天後破殼而出。剛出生的雛鳥全身為白色羽毛，由父母親反芻餵食或將食物放置在巢穴內餵食。幼鳥約在110—120日齡時可離巢，雙親會繼續餵養牠們約5個月的時間。在6—7年後性成熟。
通常每年的繁殖成功率為65—75％之間，但繁殖後的隔年有61%的配對不會再度嘗試繁殖，若當年年均雨量較低，則可能不繁殖的比例會更高。曾有觀察到縐臉兀鷲會孵化和餵養白頭鷲幼鳥長大的紀錄。

### 叫聲
白頭鷲是幾乎完全沉默的鳥類，但有可能會為了與其他鳥類搶食而發出一些吱吱嘎嘎的聲音。

## 威脅

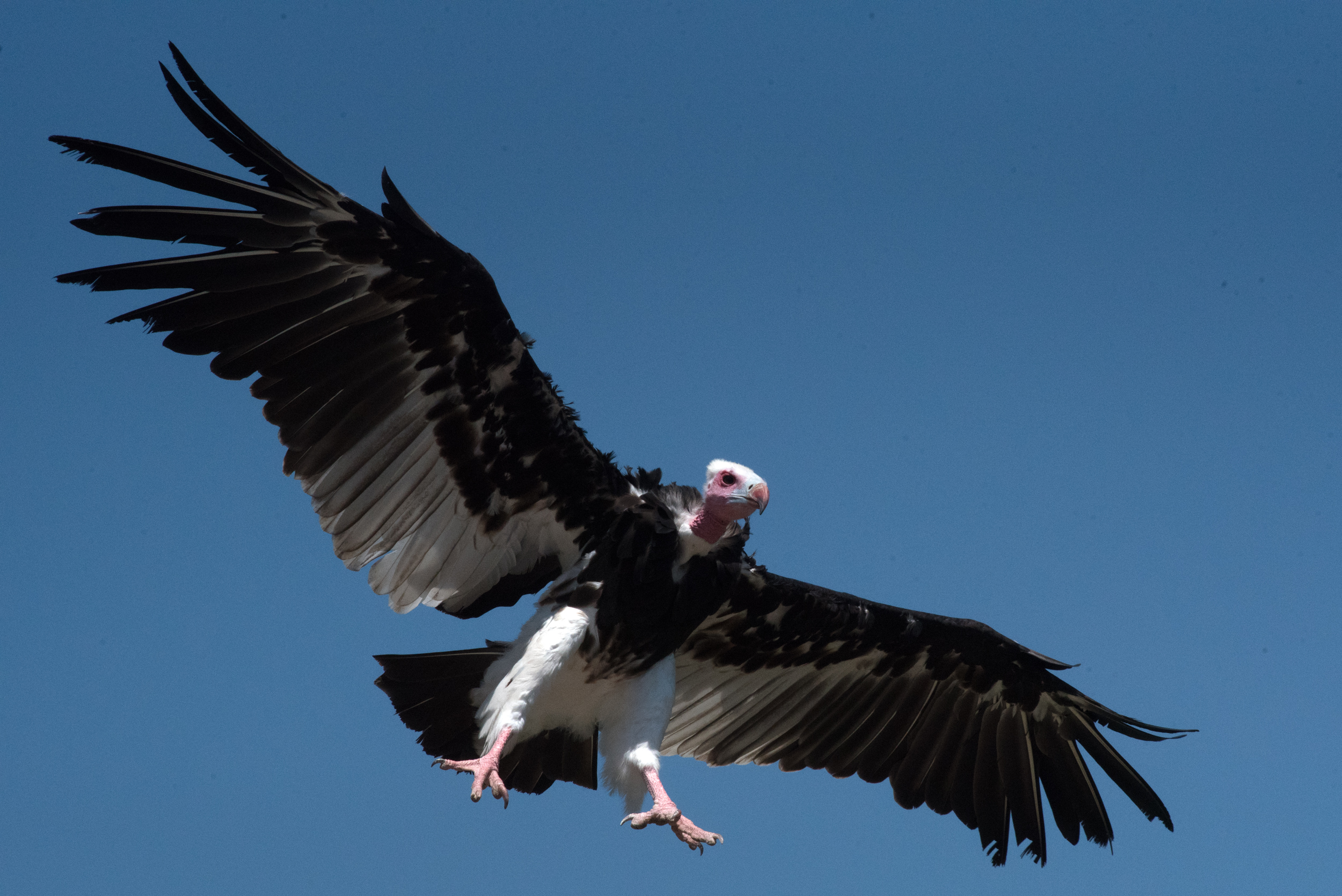
雄性白頭鷲的下方視角，注意其內側二級飛羽為灰色

其主要威脅是中毒、人類迫害和生態系統變化。

### 食物中毒
人類用以毒殺那些危害小型牲畜的胡狼所使用的毒藥、在東非用以毒害鬣狗或獅子等大型肉食動物的毒餌或加保扶，使白頭鷲食用其屍體時遭間接毒害而死亡。
在2012和2013年，包含各種禿鷹在內800隻鳥類在納米比亞尚比西河附近誤食含有毒藥的大象而死。在2019年，在波札那也發生了一次盜獵者毒殺三隻大象後引發的大規模毒害事件，導致537隻禿鷹死亡，而其中包括了17隻白頭鷲，非洲野生動物基金會認為是盜獵者為了避免在空中的鳥類洩露其位置所致。
用於家畜的雙氯芬酸已被指出對兀鷲屬的鳥類是會致命的藥劑，可能會對關係相近的白頭鷲造成同樣的危害。但目前仍無證據顯示牠們有食用家畜屍體的情況。

### 人類迫害
國際間的猛禽貿易也對該物種構成威脅，西部及中部非洲曾有相關貿易紀錄。2005年，義大利政府就曾沒收了30隻白頭鷲。
傳統文化的作法也導致部分白頭鷲受害，在南非，白頭鷲會被捕捉用以傳統醫藥。而在贊比亞，白頭鷲會被故意殺死用於巫術。

### 環境變化
在其棲地，中型哺乳動物和有蹄類的數量正逐漸減少，並同時受到農業開發而導致其棲息地變化。在人為干擾嚴重的區域，因為白頭鷲對環境的變化相當敏感，可能會因此放棄牠們的巢穴而導致育幼失敗，並讓牠們高棟集中於特定區域。

## 物種數量與保護狀況
在較舊的調查內估計其總體數量約有10500—18750隻白頭鷲；但在2016年的近一次調查中，其整體數量估計僅餘5500隻。且整體族群的數量趨勢仍然是在快速的下降中，2016年的調查中估計其每年總體的數量下降率介於2.8—8.8％之間，相當於每三代總體數量就會下降約59—94％，並在西部及南部非洲的地區調查中都錄得類似的數據。在1992年的調查中，每100公里平均有0.25—1.2隻白頭鷲，而最高密度的地方是烏干達和喀麥隆，可達每100公里9.3隻。
自1940年代以來，西部非洲的數量就開始急遽下降，在2016年的調查中，非洲東部有721個巢穴、中部548個、南部468個和西非156個。2008年在波札那的三個保護區僅發現了4個巢穴，而在尼日1995年以來僅有4筆的紀錄。2013年，在南非最大的保護區內約有50個巢穴，但威脅持續存在則可能導致未來在南非國境內消失。
由於其數量下降的情況仍持續存在，在《國際自然保護聯盟瀕危物種紅色名錄》中，牠們的受威脅等級逐年不斷被提升：2004年時是無危，2007年時是易危，到了2015年被調整成極危。
白頭鷲是《歐亞非遷徙猛禽保護備忘錄》附錄一的物種，同時在《瀕臨絕種野生動植物國際貿易公約》中是附錄二的列表物種，以利國際間的合作保育及規範其國際貿易行為。

## 外部連結
- 维基共享资源上的相關多媒體資源：白頭鷲
- 維基物種上的相關：白頭鷲
- 白頭鷲的孵化
- 白頭鷲幼鳥的成長紀錄